# Catherine Leterrier
Catherine Leterrier (* 26. Oktober 1942 in Aix-les-Bains, Savoyen als Catherine Fabius) ist eine französische Kostümbildnerin und ehemalige Modeschöpferin. Seit Beginn der 1970er-Jahre hat sie mehr als 80 Film- und Fernsehproduktionen mit Kostümen ausgestattet und gewann drei Césars.

## Leben
Leterrier wurde 1942 als Tochter des bekannten Pariser Kunst- und Antiquitätenhändlers André Fabius (1908–1984) und seiner Frau Lise (1911–2010) geboren. Der Politiker Laurent Fabius ist ihr Bruder.
Sie studierte Kunstgeschichte an der New Yorker Columbia University und kehrte danach nach Paris zurück. Dort begann sie für die französische Modezeitschrift Marie Claire zu arbeiten. Später studierte sie Modedesign am Pariser Chambre Syndicale de la Couture. Daraufhin arbeitete sie einige Zeit als Modedesignerin für Marken wie Rodier und Lacoste.
Sie war bis zu seinem Tod verheiratet mit dem Regisseur François Leterrier und ist Mutter des Regisseurs Louis Leterrier. Sie lebt in Paris.

## Karriere
Nach ihrem Studium in Paris begann Leterrier ab 1973 die Filmproduktionen ihres Ehemannes als Kostümbildnerin auszustatten. Durch ihre Arbeit im Textilgeschäft finanziell unabhängig geworden, half sie auch befreundeten Filmemachern wie Andrzej Żuławski (Nachtblende) oder Jean-Paul Rappeneau (Die schönen Wilden) und fand Gefallen an der neuen Tätigkeit. Sie gestaltete in den folgenden Jahrzehnten die Kostüme für heimische Filmproduktionen von unter anderem Philippe de Broca, Claude Lelouch, Louis Malle, Jean-Marie Poiré, Alain Resnais, Jacques Rouffio oder Danièle Thompson. Für die Arbeit an Resnais’ Historiendrama Mélo (1986) erhielt sie ihre erste Nominierung für den César. Erstmals mit Frankreichs nationalem Filmpreis ausgezeichnet wurde Leterrier im Jahr 2000 für Luc Bessons Historienfilm Johanna von Orleans. Sporadisch nahm sie Aufträge für internationale Filmproduktionen wahr, darunter Michael Apteds Filmbiografie Gorillas im Nebel (1988) sowie Robert Altmans Modesatire Prêt-à-Porter (1994) oder Ridley Scotts Liebeskomödie Ein gutes Jahr (2006).
Leterrier, die die Mode von Rei Kawakubo schätzt, sieht eine größere intellektuelle Herausforderung bei der Kreation von Kostümen. „Wenn sie Historienfilme machen, muss man die Zeit neu erschaffen, sie müssen rückwärts gehen, man muss sich vorstellen, was die Figur denkt, tun, was der Regisseur möchte, aber Modedesign hat mit Einkaufen zu tun“, so Leterrier. Wenn sie eine Zeitperiode nachbildet, lässt sie sich von Malern der entsprechenden Epoche inspirieren, da diese ihre Zeit mit einem neuartigen Ansatz und künstlerischer Annäherung bereits ausgelaugt hätten.
Der bisherige Höhepunkt in Leterriers Karriere stellte sich mit Anne Fontaines Spielfilm Coco Chanel – Der Beginn einer Leidenschaft (2008) ein. Für die Filmbiografie, in der Audrey Tautou die Titelrolle der französischen Modeschöpferin übernahm, bildete die französische Kostümbildnerin sowohl die Mode des frühen 19. Jahrhunderts mit Korsetten und großen Hüten ab, als auch den revolutionären, einfach zu tragenden Stil von Coco Chanel. Bei der Arbeit ließ sich Leterrier von Museumsbesuchen, Bildern und Fotografien inspirieren. Sie kreierte Chanels bei Pferderennen getragenen Anzug, ihre Seidenpyjamas und Segelhemden neu und erfuhr Hilfe durch Karl Lagerfeld und das Modehaus Chanel, das Originale für die Dreharbeiten zur Verfügung stellte. Der Lohn war 2010 Leterriers dritter César sowie Nominierungen für den Oscar und den britischen BAFTA Award als beste Kostümdesignerin.
Neben der Arbeit im Kino stattete Catherine Leterrier auch Theaterproduktionen und Opern aus. Sie arbeitete mehrfach mit dem Opern- und Theaterregisseur Frédéric Bélier-Garcia (unter anderem La Ronde, Don Giovanni und La Cruche cassée) und Pierre Mondy (Même heure l’année prochaine) zusammen. Für ihre Kostüme in Bernard Murats Inszenierung von Georges Feydeaus La dame de chez Maxim am Pariser Théâtre Marigny erhielt Leterrier 1991 eine Nominierung für den französischen Theaterpreis Molière. Die Arbeit als freie Modeschöpferin hat sie bis auf wenige Tätigkeiten für die französische Kindermarke Bonpoint weitestgehend aufgegeben.

## Filmografie
- 1973: Projection privée
- 1975: Nachtblende (L’important c’est d’aimer)
- 1975: Die schönen Wilden (Le sauvage)
- 1976: Milady (TV)
- 1977: Providence
- 1977: Violette und François (Violette & François)
- 1977: Der Ankläger (L’imprécateur)
- 1977: Goodbye Emmanuelle
- 1977: Ein verrücktes Huhn (Tendre poulet)
- 1978: Zucker, Zucker! (Le sucre)
- 1979: Edouard, der Herzensbrecher (Le cavaleur)
- 1979: Wer geht denn noch zur Uni? (French Postcards)
- 1980: Wer hat den Schenkel von Jupiter geklaut? (On a volé la cuisse de Jupiter)
- 1980: Mein Onkel aus Amerika (Mon oncle d’Amérique)
- 1981: Psy
- 1981: Ein jeglicher wird seinen Lohn empfangen … (Les uns et les autres)
- 1981: Les babas cool
- 1982: Feuer und Flamme (Tout feu, tout flamme)
- 1982: Stern des Nordens (L’étoile du nord)
- 1982: Die Spaziergängerin von Sans-Souci (La passante du Sans-Souci)
- 1983: Edith und Marcel (Édith et Marcel)
- 1983: Das Leben ist ein Roman (La vie est un roman)
- 1983: Wespennest (La crime)
- 1983: Papy fait de la Résistance
- 1984: Viva la vie – Es lebe das Leben (Viva la vie!)
- 1984: Liebe bis in den Tod (L’amour à mort)
- 1984: Der Zwilling (Le jumeau)
- 1985: Meilensteine des Lebens (Tranches de vie)
- 1986: Mélo
- 1986: Twist Again in Moskau (Twist again à Moscou)
- 1988: Gorillas im Nebel (Gorillas in the Mist: The Story of Dian Fossey)
- 1988: Die Studentin (L’étudiante)
- 1989: Die Französische Revolution – Jahre der Hoffnung/Jahre des Zorns (La Révolution française)
- 1989: I want to go home
- 1990: Eine Komödie im Mai (Milou en mai)
- 1991: Die Dame, die im Meer spazierte (La vieille qui marchait dans la mer)
- 1991: Zauber der Venus (Meeting Venus)
- 1992: Salz auf unserer Haut (Salt on Our Skin)
- 1992: Max & Jeremie
- 1993: Die Besucher (Les visiteurs)
- 1994: Blonde Vergeltung (La vengeance d’une blonde)
- 1994: Prêt-à-Porter
- 1998: Die Zeitritter – Auf der Suche nach dem heiligen Zahn (Les couloirs du temps: Les visiteurs 2)
- 1999: Johanna von Orleans (The Messenger: The Story of Joan of Arc)
- 2000: Zwei Frauen in Paris (Deux femmes à Paris) (TV)
- 2002: Vendredi soir
- 2002: The Truth About Charlie
- 2003: Bon Voyage
- 2005: Palais Royal! (Palais royal!)
- 2005: Wie sehr liebst du mich? (Combien tu m’aimes?)
- 2006: Ein perfekter Platz (Fauteuils d’orchestre)
- 2006: Ein gutes Jahr (A Good Year)
- 2006: Le héros de la famille
- 2007: Der Tag, der alles veränderte (Après lui)
- 2009: Affären à la carte (Le code a changé)
- 2009: Coco Chanel – Der Beginn einer Leidenschaft (Coco avant Chanel)
- 2011: Mein liebster Alptraum (Mon pire cauchemar)
- 2012: Liebe (Amour)
- 2013: Eine Hochzeit und andere Hindernisse (Des gens qui s’embrassent)
- 2013: Liebe und andere Turbulenzen (Girl on a Bicycle)
- 2013: 100% cachemire
- 2014: 3 Herzen (3 cœurs)
- 2015: L’odeur de la mandarine
- 2016: Die Frau im Mond – Erinnerung an die Liebe (Mal de pierres)
- 2016: Meine Zeit mit Cézanne (Cézanne et moi)
- 2017: Happy End
- 2017: Marie-Francine

## Theaterstücke und Opern (Auswahl)
- 1991: La dame de chez Maxim von Georges Feydeau, Regie: Bernard Murat (Théâtre Marigny, Paris)
- 2001: L’homme du hasard von Yasmina Reza, Regie: Frédéric Bélier-Garcia (Théâtre de l’Atelier, Paris)
- 2002: Même heure l’année prochaine von Bernard Slade, Regie: Pierre Mondy (Théâtre du Gymnase Marie Bell, Paris)
- 2003: Verlaine Paul von Georges Boeuf und Franck Venaille, Regie: Frédéric Bélier-Garcia (Théâtre La Criée, Marseille)
- 2004: La ronde von Arthur Schnitzler, Regie: Frédéric Bélier-Garcia (Théâtre La Criée, Marseille)
- 2005: Don Giovanni von Wolfgang Amadeus Mozart, Regie: Frédéric Bélier-Garcia (Opéra de Marseille)
- 2007: La cruche cassée von Heinrich von Kleist, Regie: Frédéric Bélier-Garcia (Théâtre de la Commune, Aubervilliers)
- 2009: La traviata von Giuseppe Verdi, Regie: Raymond Duffaut (Theater von Orange)

## Auszeichnungen

### Oscar
- 2010: nominiert in der Kategorie Bestes Kostümdesign für Coco Chanel – Der Beginn einer Leidenschaft

### British Academy Film Award
- 2010: nominiert in der Kategorie Beste Kostüme für Coco Chanel

### César
- 1987: nominiert in der Kategorie Beste Kostüme für Mélo
- 1990: nominiert in der Kategorie Beste Kostüme für Die Französische Revolution
- 1994: nominiert in der Kategorie Beste Kostüme für Die Besucher
- 2000: Beste Kostüme für Johanna von Orleans
- 2004: Bestes Szenenbild (gemeinsam mit Jacques Rouxel) und nominiert in der Kategorie Beste Kostüme für Bon Voyage
- 2010: Beste Kostüme für Coco Chanel – Der Beginn einer Leidenschaft
- 2016: nominiert in der Kategorie Beste Kostüme für L’odeur de la mandarine
- 2017: nominiert in der Kategorie Beste Kostüme für Die Frau im Mond – Erinnerung an die Liebe

### Weitere
Costume Designers Guild
- 2010: nominiert in der Kategorie Bestes Kostümdesign in einem Historienfilm für Coco Chanel

Europäischer Filmpreis
- 2009: nominiert für den Prix d’Excellence für Coco Chanel

Las Vegas Film Critics Society
- 2000: nominiert in der Kategorie Bestes Kostümdesign für Johanna von Orleans

Molière
- 1991: nominiert in der Kategorie Bestes Kostümdesign für La dame de chez Maxim